# Östbjörka
Östbjörka är en småort i Rättviks socken i Rättviks kommun. Strax norr om orten ligger naturreservatet Östbjörka.

## Evenemang
I Östbjörka anordnas årligen en spelmansstämma som brukar genomföras tidsmässigt i anslutning till Bingsjöstämman. 